# Jerry Thomas
Jerry Thomas (Sackets Harbor, 1830 – New York, 15 dicembre 1885) è stato un barista statunitense.
Grazie alla sua opera pionieristica nella divulgazione dei cocktail attraverso gli Stati Uniti, è considerato "il padre dell'arte di miscelare i cocktail statunitense". Oltre a scrivere il primo ricettario sui cocktail, la creatività e la spettacolarità del suo lavoro hanno definito l'immagine del barman come professionista creativo. In quanto tale, è stato spesso soprannominato il "Professore" Jerry Thomas.

## Biografia
Thomas nacque nel 1830 a Sackets Harbor, New York. Imparò il mestiere di barista a New Haven, Connecticut, prima di salpare per la California durante il periodo della Corsa all'oro californiana della metà del XIX secolo. In California lavorò come barista, cercatore d'oro e organizzatore di minstrel show. Ritornò a New York nel 1851, dove aprì un pub sotto l'American Museum di Barnum, il primo di quattro locali che avrebbe aperto a New York nel corso della sua vita. Dopo un periodo di gestione del bar tornò on the road per diversi anni, lavorando come capo barista in alberghi e saloni di Saint Louis, Chicago, San Francisco, Charleston, e New Orleans. A un certo punto iniziò a girare l'Europa, portando con sé un set di attrezzatura da barista in argento. Jerry Thomas era noto per la sua capacità di intrattenere il pubblico come barista: sviluppò elaborate e appariscenti tecniche di miscelazione, esibendosi nell'arte della giocoleria con bottiglie, tazze e miscelatori. Spesso indossava gioielli vistosi e la sua attrezzatura da barista era impreziosita da pietre e metalli preziosi. All'Occidental Hotel a San Francisco, Thomas guadagnava 100 dollari a settimana, più del vice presidente degli Stati Uniti.
Nel 1862, Thomas finì di scrivere The Bar-Tender's Guide (intitolato anche How to Mix Drinks or The Bon-Vivant's Companion), il primo libro sui cocktail mai pubblicato negli Stati Uniti. Nel libro erano raccolte e codificate tutte le ricette della tradizione orale fin dai primi giorni dei cocktails, tra cui alcune delle sue creazioni. Questa guida pose le basi dei principi della miscelazione di tutte le categorie dei cocktails. Thomas aggiornò più volte la guida nel corso della sua vita per includere nuove ricette da lui create o trovate. La prima edizione della guida includeva le prime ricette scritte di cocktail come il Brandy Daisy, Fizz, Flip, Sour e le varianti della prima forma di bevanda miscelata, il Punch. L'edizione del 1876 comprendeva la prima ricetta scritta del Tom Collins, che è apparso subito dopo la colossale burla di Tom Collins del 1874.
Il suo cocktail di maggior successo, il Blu blazer, fu sviluppato presso la sala da gioco El Dorado di San Francisco. La preparazione del cocktail consiste nel passare avanti e indietro del whisky in fiamme tra due bicchieri di miscelazione, creando un arco di fuoco. Thomas inventò nuovi cocktails per tutta la vita. lo sviluppo del "Martinez", comparso nell'edizione del 1887 della sua guida, è stato talvolta considerato come un precursore del moderno Martini (anche se i due non condividono molti tratti in comune). Thomas affermò di aver inventato il Tom e Jerry e ha fatto molto per diffonderlo è negli Stati Uniti, tuttavia, la storia della bevanda è a lui precedente.
Al suo ritorno a New York, divenne capo barista all'hotel Metropolitan prima di aprire nel 1866, il suo bar più famoso in Broadway, tra la 21ª e la 22ª strada. Thomas è stato uno dei primi a esporre le opere di Thomas Nast, e nel suo famoso bar appese le caricature di personaggi politici e teatrali, tra cui una che ritraeva Thomas stesso in "nove maestose posizioni di mescita" (in nine tippling postures colossally), come la descrisse un giornale dell'epoca. Il bar aveva anche l'attrazione degli specchi deformanti. Questo bar storico, dopo essere stato occupato da un negozio della catena Restoration Hardware, è oggi un Harry Potter Store.
Thomas stesso era molto attivo in città. Amava indossare guanti appariscenti e un orologio d'oro parigino. Gli piaceva partecipare a incontri di bareknuckle boxing con premi in palio, ed è stato un collezionista d'arte. Gli piaceva viaggiare. Raggiunta la mezza età era sposato e aveva due figlie. Rimase sempre uno sportivo e con un peso di 205 libbre (circa 100 kg) è stato uno dei membri più leggeri della Fat Men's Association Ebbe anche una passione per le zucche e verso la fine degli anni settanta del 1800 era presidente del The Gourd Club, per avere esibito il più grosso esemplare.
Verso la fine della sua vita, Thomas tentò di speculare a Wall Street, ma cattivi affari lo rovinarono finanziariamente. Dovette vendere il suo bar e offrire all'asta la sua notevole collezione d'arte. Cercò di aprire un nuovo bar, ma non riuscì a raggiungere la popolarità del suo locale precedente. Morì a New York City di apoplessia nel 1885 all'età di 55 anni. Dopo la sua morte numerosi necrologi ne annunciarono la scomparsa in tutti gli Stati Uniti. Nel proprio necrologio, il The New York Times notò che Thomas era "un tempo il più noto barman in città e tra coloro che frequentavano i club ed era molto popolare tra tutte le classi sociali".